# Arquidiócesis de Montreal
La arquidiócesis de Montreal (en latín: Archidioecesis Marianopolitana y en francés: Archidiocèse de Montréal) es una circunscripción eclesiástica latina de la Iglesia católica en Canadá, sede metropolitana de la provincia eclesiástica de Montreal. La arquidiócesis tiene al arzobispo Christian Lépine como su ordinario desde el 28 de marzo de 2019. 

## Territorio y organización

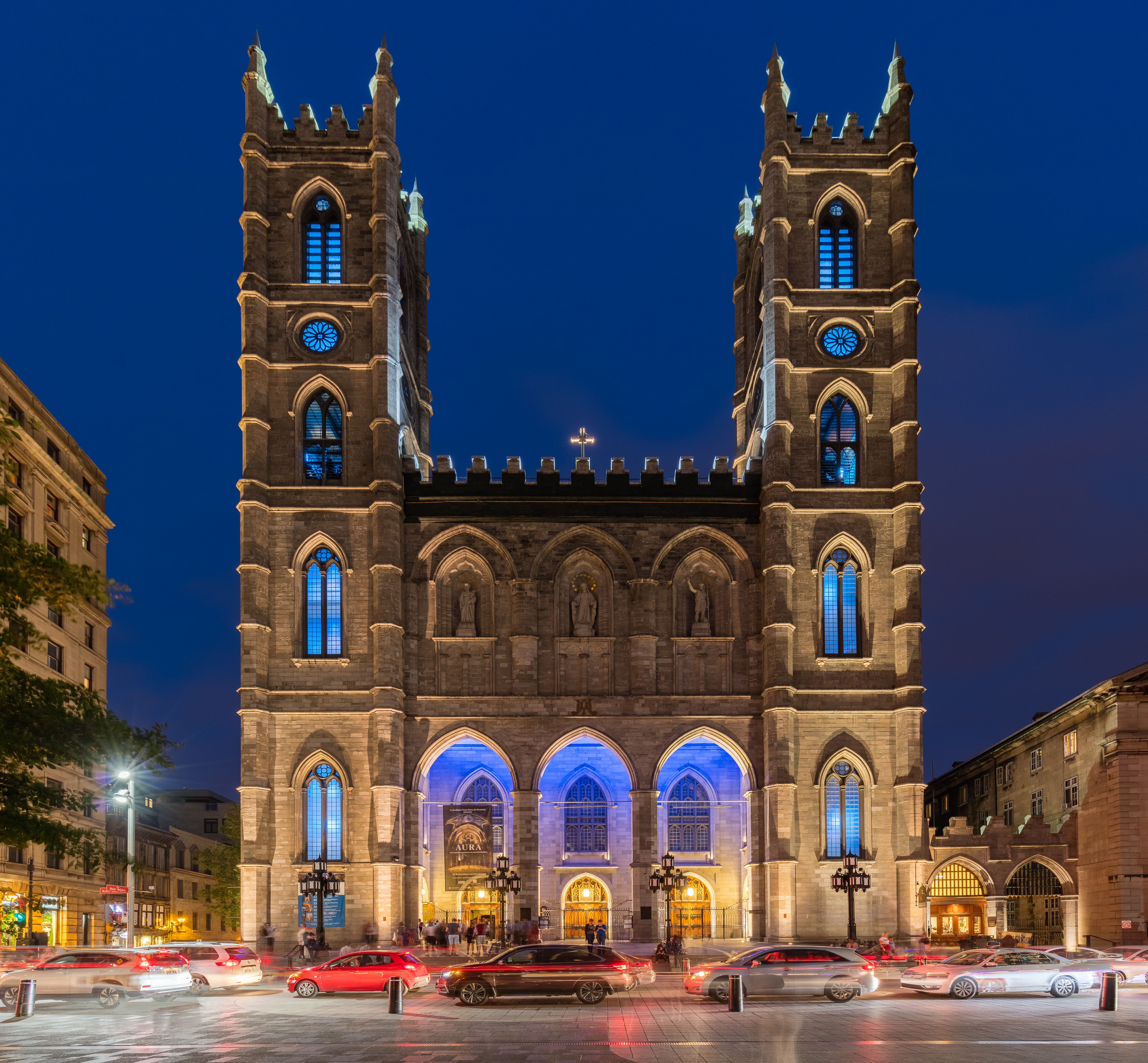
Basílica Notre-Dame de Montreal

La arquidiócesis tiene 947 km² y extiende su jurisdicción sobre los fieles católicos de rito latino residentes en la provincia de Quebec en la isla de Montreal, correspondiente a la región administrativa de Montreal, y los municipios de Laval (en la región administrativa de Laval), Repentigny y L'Assomption (en la región administrativa de Lanaudière).
La sede de la arquidiócesis se encuentra en la ciudad de Montreal, en donde se halla la Catedral basílica de María Reina del Mundo y de Santiago. El santuario de San José domina la ciudad, es la iglesia más grande de Canadá y uno de los centros más importantes dedicados al culto del santo. La ciudad alberga otras dos basílicas menores: San Patricio y Nuestra Señora (Notre-Dame).
En 2019 en la arquidiócesis existían 169 parroquias.
La arquidiócesis tiene como sufragáneas a las diócesis de: Joliette, Saint-Jean-Longueuil, Saint-Jérôme-Mont-Laurier y Valleyfield.

## Historia

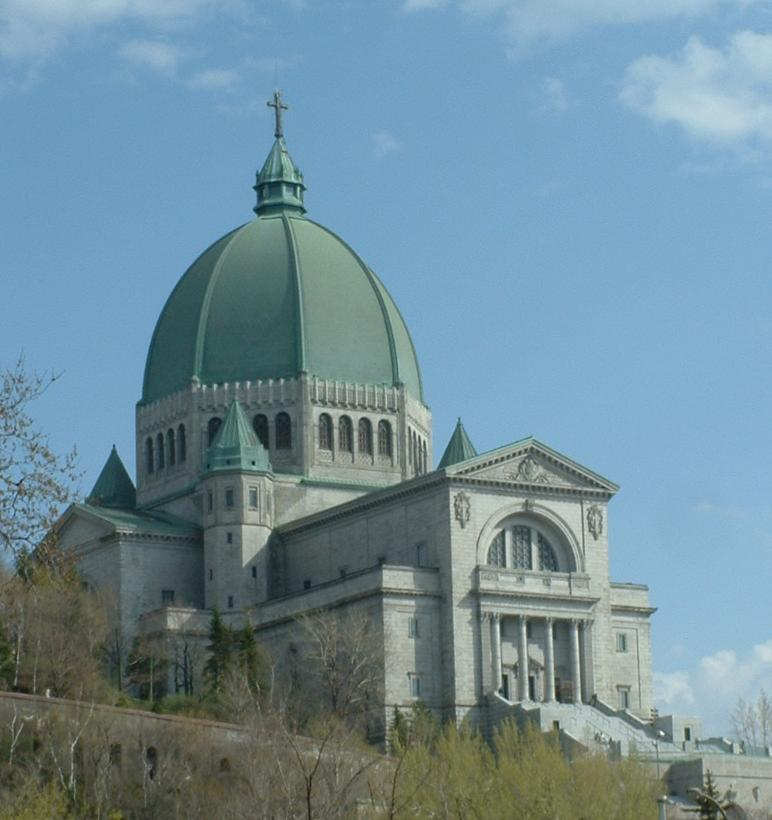
Santuario de San José

La diócesis de Montreal fue erigida el 13 de mayo de 1836 con el breve Apostolici ministerii del papa Gregorio XVI, obteniendo el territorio de la arquidiócesis de Quebec, de la que originalmente era sufragánea.
El 25 de junio de 1847 cedió una parte de su territorio para la erección de la diócesis de Bytown (hoy arquidiócesis de Ottawa-Cornwall) mediante el breve Ad prospiciendum facilius del papa Pío IX.
El 8 de junio de 1852 cedió otra parte de su territorio para la erección de la diócesis de Saint-Hyacinthe mediante la bula Ad romanum spectat del papa Pío IX.
El 8 de junio de 1886 fue elevada al rango de arquidiócesis metropolitana en virtud del breve Renuntiatum est nobis del papa León XIII.
Nuevas cesiones de territorio fueron hechas para la erección de:
- la diócesis de Valleyfield el 5 de abril de 1892, mediante la bula Universalis Ecclesiae del papa León XIII;[7]
- la diócesis de Joliette el 27 de enero de 1904, mediante el breve Pastorale romani Pontificis del papa Pío X;[8]
- la diócesis de Saint-Jean-de-Quebec (hoy diócesis de Saint-Jean-Longueuil) el 9 de junio de 1933, mediante la bula Ecclesiae Universalis del papa Pío XI;[9]
- la diócesis de Saint-Jérôme el 23 de junio de 1951 mediante la bula Ad catholicum nomen del papa Pío XII.[10]

El 23 de mayo de 1982, Alfred Bassette, conocido como hermano André, fue beatificado y luego canonizado el 10 de octubre de 2010.

## Estadísticas
De acuerdo al Anuario Pontificio 2020 la arquidiócesis tenía a fines de 2019 un total de 1 810 300 fieles bautizados.
| Año                                                                             | Población            | Población | Población      | Sacerdotes | Sacerdotes    | Sacerdotes    | Bautizados por sacerdote | Diáconos permanentes | Religiosos | Religiosos | Parroquias |
| Año                                                                             | Bautizados católicos | Total     | % de católicos | Total      | Clero secular | Clero regular | Bautizados por sacerdote | Diáconos permanentes | Varones    | Mujeres    | Parroquias |
| ------------------------------------------------------------------------------- | -------------------- | --------- | -------------- | ---------- | ------------- | ------------- | ------------------------ | -------------------- | ---------- | ---------- | ---------- |
| 1950                                                                            | 998 399              | 1 315 000 | 75.9           | 1953       | 831           | 1122          | 511                      |                      | 3643       | 10 128     | 207        |
| 1966                                                                            | 1 348 870            | 1 897 260 | 71.1           | 2332       | 922           | 1410          | 578                      |                      | 1419       | 10 220     | 257        |
| 1970                                                                            | 1 529 084            | 2 191 442 | 69.8           | 2311       | 911           | 1400          | 661                      |                      | 2627       | 10 032     | 258        |
| 1976                                                                            | 1 725 607            | 2 297 501 | 75.1           | 2110       | 792           | 1318          | 817                      |                      | 2496       | 10 088     | 258        |
| 1980                                                                            | 1 506 220            | 2 151 750 | 70.0           | 1957       | 770           | 1187          | 769                      |                      | 2277       | 8336       | 257        |
| 1990                                                                            | 1 375 000            | 2 148 500 | 64.0           | 1758       | 818           | 940           | 782                      | 67                   | 1700       | 7023       | 254        |
| 1999                                                                            | 1 570 650            | 2 201 535 | 71.3           | 1474       | 646           | 828           | 1065                     | 100                  | 1469       | 5576       | 251        |
| 2000                                                                            | 1 570 650            | 2 249 123 | 69.8           | 1437       | 632           | 805           | 1093                     | 98                   | 1410       | 5442       | 250        |
| 2001                                                                            | 1 570 650            | 2 246 471 | 69.9           | 1403       | 607           | 796           | 1119                     | 104                  | 1372       | 5275       | 246        |
| 2002                                                                            | 1 570 650            | 2 287 156 | 68.7           | 1328       | 598           | 730           | 1182                     | 103                  | 1240       | 4972       | 237        |
| 2003                                                                            | 1 570 650            | 2 252 566 | 69.7           | 1316       | 601           | 715           | 1193                     | 104                  | 1206       | 4823       | 229        |
| 2004                                                                            | 1 590 150            | 2 340 928 | 67.9           | 1283       | 584           | 699           | 1239                     | 103                  | 1179       | 4702       | 219        |
| 2013                                                                            | 1 778 000            | 2 668 000 | 66.6           | 982        | 464           | 518           | 1810                     | 83                   | 862        | 3072       | 169        |
| 2016                                                                            | 1 742 000            | 2 468 000 | 70.6           | 923        | 399           | 524           | 1887                     | 82                   | 732        | 2553       | 179        |
| 2019                                                                            | 1 810 300            | 2 535 500 | 71.4           | 1054       | 506           | 548           | 1717                     | 77                   | 746        | 2440       | 169        |
| Fuente: Catholic-Hierarchy, que a su vez toma los datos del Anuario Pontificio. |                      |           |                |            |               |               |                          |                      |            |            |            |

## Episcopologio
- Jean-Jacques Lartigue, P.S.S. † (13 de mayo de 1836-19 de abril de 1840 falleció)
- Ignace Bourget † (19 de abril de 1840 por sucesión-11 de mayo de 1876 renunció[12])
- Édouard-Charles Fabre † (11 de mayo de 1876 por sucesión-30 de diciembre de 1896 falleció)
- Louis Joseph Napoléon Paul Bruchési † (25 de junio de 1897-20 de septiembre de 1939 falleció)
- George Gauthier † (20 de septiembre de 1939 por sucesión-31 de agosto de 1940 falleció)
- Joseph Charbonneau † (31 de agosto de 1940 por sucesión-9 de febrero de 1950 renunció[13])
- Paul-Émile Léger, P.S.S. † (25 de marzo de 1950-20 de abril de 1968 renunció)
- Paul Grégoire † (20 de abril de 1968-17 de marzo de 1990 retirado)
- Jean-Claude Turcotte † (17 de marzo de 1990-20 de marzo de 2012 retirado)
- Christian Lépine, desde el 20 de marzo de 2012